# Jeu de cartes évolutif
Pour les articles homonymes, voir JCE.
Le jeu de cartes évolutif ou JCE (living card game LCG) ou ECG (expandable card game) est un type de jeu de cartes spécifique s'inspirant du jeu de cartes à collectionner tout en s'en démarquant singulièrement.
En effet, là où le jeu de cartes à collectionner est basé sur une distribution aléatoire des cartes à travers des boosters, et demandant un investissement financier important de la part des joueurs, le JCE peut se jouer avec uniquement l'édition de base (ou la boite de base). Par la suite, le jeu se compose d'extensions supplémentaires, comprenant toutes les nouvelles cartes. Il permet ainsi d'apporter toujours autant de stratégie et de plaisir de jeu, tout en supprimant l'aspect aléatoire et souvent onéreux du jeu de cartes à collectionner.
Les mécanismes de ces jeux restent semblables à ceux des JCC, et peuvent même se jouer dans les mêmes univers. On trouve ainsi un JCE sur l'univers de Star Wars alors qu'il existait déjà sous format JCC, et certains JCC sont passés au format JCE afin de satisfaire la demande des joueurs (le JCE du Trône de Fer, L'Appel de Cthulhu,…).
Le JCE trouve un réel essor dans les années 2000, et certains éditeurs, comme Edge Entertainment, ont basé quasiment toute leur stratégie de production sur ce type de jeux.

## Principaux jeux
- Android: Netrunner
- Blue Moon - Légendes
- Horreur à Arkham
- L'Appel de Cthulhu
- Le Seigneur des Anneaux
- Le Trône de Fer
- Marvel champions
- Star Wars
- Vampire La Mascarade : Rivals